# Collegio di Walsall South
Walsall South è stato un collegio elettorale situato nelle Midlands Occidentali, e rappresentato alla Camera dei comuni del Parlamento del Regno Unito. Eleggeva un membro del parlamento con il sistema first-past-the-post, ossia maggioritario a turno unico; il collegio è stato abolito in occasione della revisione periodica del 2024.

## Estensione
Walsall South era uno dei tre collegi dell'omonimo borough metropolitano, e comprendeva Darlaston, Moxley, Pheasey e la parte meridionale di Walsall.
- 1955–1974: i ward del County Borough di Walsall di Bridge, Caldmore, Paddock, Palfrey e Pleck, e il distretto urbano di Aldridge.
- 1974–1983: i ward del County Borough di Walsall di Darlaston North, Darlaston South, Hatherton, Paddock, Palfrey, Pleck e St Matthew's.
- 1983–2010: i ward del borgo metropolitano di Walsall di Bentley and Darlaston North, Darlaston South, Paddock, Palfrey, Pheasey, Pleck e St Matthew's.
- 2010–2010: i ward del borgo metropolitano di Walsall di Bentley and Darlaston North, Darlaston South, Paddock, Palfrey, Pheasey Park Farm, Pleck e St Matthew’s.

## Membri del parlamento
| Elezione | Elezione    | Deputato                 | Partito          |
| -------- | ----------- | ------------------------ | ---------------- |
|          | 1955        | Henry d'Avigdor-Goldsmid | Conservatore     |
|          | Feb 1974    | Bruce George             | Laburista        |
| 2010     | Valerie Vaz |                          | Laburista        |
|          | 2024        | Collegio abolito         | Collegio abolito |

## Elezioni

### Elezioni negli anni 2010
| Partito                    | Partito                                | Candidato                  | Risultati 12 dicembre 2019 | Risultati 12 dicembre 2019 |
| Partito                    | Partito                                | Candidato                  | Voti                       | %                          |
| -------------------------- | -------------------------------------- | -------------------------- | -------------------------- | -------------------------- |
|                            | Laburista                              | Valerie Vaz                | 20 872                     | 49,14                      |
|                            | Conservatore                           | Gurjit Bains               | 17 416                     | 41,01                      |
|                            | Brexit                                 | Gary Hughes                | 1 660                      | 3,91                       |
|                            | Lib Dem                                | Paul Harris                | 1 602                      | 3,77                       |
|                            | Verdi                                  | John Macefield             | 634                        | 1,49                       |
|                            | Indipendente                           | Akheil Mehboob             | 288                        | 0,68                       |
|                            |                                        |                            |                            |                            |
| Iscritti                   | Iscritti                               | Iscritti                   | 68 024                     | 100,00                     |
| ↳ Votanti (% su iscritti)  | ↳ Votanti (% su iscritti)              | ↳ Votanti (% su iscritti)  | 42 472                     | 62,44                      |
| ↳ Astenuti (% su iscritti) | ↳ Astenuti (% su iscritti)             | ↳ Astenuti (% su iscritti) | 25 552                     | 37,56                      |
|                            |                                        |                            |                            |                            |
|                            | Esito: collegio confermato a Laburista |                            |                            |                            |

| Partito                    | Partito                                | Candidato                  | Risultati 8 giugno 2017 | Risultati 8 giugno 2017 |
| Partito                    | Partito                                | Candidato                  | Voti                    | %                       |
| -------------------------- | -------------------------------------- | -------------------------- | ----------------------- | ----------------------- |
|                            | Laburista                              | Valerie Vaz                | 25 286                  | 57,37                   |
|                            | Conservatore                           | James Bird                 | 16 394                  | 37,20                   |
|                            | UKIP                                   | Derek Bennett              | 1 805                   | 4,10                    |
|                            | Lib Dem                                | Anna Purvis                | 587                     | 1,33                    |
|                            |                                        |                            |                         |                         |
| Iscritti                   | Iscritti                               | Iscritti                   | 66 373                  | 100,00                  |
| ↳ Votanti (% su iscritti)  | ↳ Votanti (% su iscritti)              | ↳ Votanti (% su iscritti)  | 44 072                  | 66,40                   |
| ↳ Astenuti (% su iscritti) | ↳ Astenuti (% su iscritti)             | ↳ Astenuti (% su iscritti) | 22 301                  | 33,60                   |
|                            |                                        |                            |                         |                         |
|                            | Esito: collegio confermato a Laburista |                            |                         |                         |

| Partito                    | Partito                                | Candidato                  | Risultati 7 maggio 2015 | Risultati 7 maggio 2015 |
| Partito                    | Partito                                | Candidato                  | Voti                    | %                       |
| -------------------------- | -------------------------------------- | -------------------------- | ----------------------- | ----------------------- |
|                            | Laburista                              | Valerie Vaz                | 19 740                  | 47,18                   |
|                            | Conservatore                           | Sue Arnold                 | 13 733                  | 32,82                   |
|                            | UKIP                                   | Derek Bennett              | 6 540                   | 15,63                   |
|                            | Verdi                                  | Charlotte Fletcher         | 1 149                   | 2,75                    |
|                            | Lib Dem                                | Joel Kenrick               | 676                     | 1,62                    |
|                            |                                        |                            |                         |                         |
| Iscritti                   | Iscritti                               | Iscritti                   | 67 699                  | 100,00                  |
| ↳ Votanti (% su iscritti)  | ↳ Votanti (% su iscritti)              | ↳ Votanti (% su iscritti)  | 41 838                  | 61,80                   |
| ↳ Astenuti (% su iscritti) | ↳ Astenuti (% su iscritti)             | ↳ Astenuti (% su iscritti) | 25 861                  | 38,20                   |
|                            |                                        |                            |                         |                         |
|                            | Esito: collegio confermato a Laburista |                            |                         |                         |

| Partito                    | Partito                                | Candidato                  | Risultati 6 maggio 2010 | Risultati 6 maggio 2010 |
| Partito                    | Partito                                | Candidato                  | Voti                    | %                       |
| -------------------------- | -------------------------------------- | -------------------------- | ----------------------- | ----------------------- |
|                            | Laburista                              | Valerie Vaz                | 16 211                  | 39,65                   |
|                            | Conservatore                           | Richard Hunt               | 14 456                  | 35,36                   |
|                            | Lib Dem                                | Murli Sinha                | 5 880                   | 14,38                   |
|                            | UKIP                                   | Derek Bennett              | 3 449                   | 8,44                    |
|                            | Cristiano                              | Gulzaman Khan              | 482                     | 1,18                    |
|                            | Indipendente                           | Mohammed Mulia             | 404                     | 0,99                    |
|                            |                                        |                            |                         |                         |
| Iscritti                   | Iscritti                               | Iscritti                   | 64 789                  | 100,00                  |
| ↳ Votanti (% su iscritti)  | ↳ Votanti (% su iscritti)              | ↳ Votanti (% su iscritti)  | 40 882                  | 63,10                   |
| ↳ Astenuti (% su iscritti) | ↳ Astenuti (% su iscritti)             | ↳ Astenuti (% su iscritti) | 23 907                  | 36,90                   |
|                            |                                        |                            |                         |                         |
|                            | Esito: collegio confermato a Laburista |                            |                         |                         |

### Elezioni negli anni 2000
| Partito                    | Partito                                | Candidato                  | Risultati 5 maggio 2005 | Risultati 5 maggio 2005 |
| Partito                    | Partito                                | Candidato                  | Voti                    | %                       |
| -------------------------- | -------------------------------------- | -------------------------- | ----------------------- | ----------------------- |
|                            | Laburista                              | Bruce George               | 17 633                  | 49,93                   |
|                            | Conservatore                           | Kabir Sabar                | 9 687                   | 27,43                   |
|                            | Lib Dem                                | Mohamed Asmal              | 3 240                   | 9,17                    |
|                            | UKIP                                   | Derek Bennett              | 1 833                   | 5,19                    |
|                            | BNP                                    | Kevin Smith                | 1 776                   | 5,03                    |
|                            | Respect                                | Nadia Fazal                | 1 146                   | 3,25                    |
|                            |                                        |                            |                         |                         |
| Iscritti                   | Iscritti                               | Iscritti                   | 60 452                  | 100,00                  |
| ↳ Votanti (% su iscritti)  | ↳ Votanti (% su iscritti)              | ↳ Votanti (% su iscritti)  | 35 365                  | 58,50                   |
| ↳ Astenuti (% su iscritti) | ↳ Astenuti (% su iscritti)             | ↳ Astenuti (% su iscritti) | 25 087                  | 41,50                   |
|                            |                                        |                            |                         |                         |
|                            | Esito: collegio confermato a Laburista |                            |                         |                         |

| Partito                    | Partito                                | Candidato                  | Risultati 7 giugno 2001 | Risultati 7 giugno 2001 |
| Partito                    | Partito                                | Candidato                  | Voti                    | %                       |
| -------------------------- | -------------------------------------- | -------------------------- | ----------------------- | ----------------------- |
|                            | Laburista                              | Bruce George               | 20 574                  | 58,95                   |
|                            | Conservatore                           | Michael Bird               | 10 643                  | 30,50                   |
|                            | Lib Dem                                | Bill Tomlinson             | 2 365                   | 6,78                    |
|                            | UKIP                                   | Derek Bennett              | 974                     | 2,79                    |
|                            | Alleanza Socialista                    | Peter Smith                | 343                     | 0,98                    |
|                            |                                        |                            |                         |                         |
| Iscritti                   | Iscritti                               | Iscritti                   | 62 655                  | 100,00                  |
| ↳ Votanti (% su iscritti)  | ↳ Votanti (% su iscritti)              | ↳ Votanti (% su iscritti)  | 34 899                  | 55,70                   |
| ↳ Astenuti (% su iscritti) | ↳ Astenuti (% su iscritti)             | ↳ Astenuti (% su iscritti) | 27 756                  | 44,30                   |
|                            |                                        |                            |                         |                         |
|                            | Esito: collegio confermato a Laburista |                            |                         |                         |

## Risultati dei referendum

### Referendum sulla permanenza del Regno Unito nell'Unione europea del 2016
|             | Collegio      | Lasciare UE % | Rimanere in UE % |
| ----------- | ------------- | ------------- | ---------------- |
|             | Walsall South | 61,6%         | 38,4%            |
| Inghilterra | 53,3%         | 46,7%         |                  |
| Regno Unito | 51,9%         | 48,1%         |                  |